# Little Green
Little Green è un brano musicale della cantautrice canadese Joni Mitchell, terza traccia del lato A del quarto album in studio Blue, pubblicato il 22 giugno 1971. Scritta nel 1966, è l'unica canzone precedente al disco che compare in Blue.

## Storia e significato
Alla fine del 1964 Mitchell scoprì di essere incinta del suo ex fidanzato di Calgary. Lui la lasciò quando era incinta di tre mesi, sola in una mansarda senza soldi e con l'inverno in arrivo. 
Intanto, trasferitasi a Toronto, Joni conosce Chuck Mitchell, un musicista americano, i due si sposano. Chuck, che in un primo momento aveva accettato di vivere con la figlia di Joni, dopo un po' cambiò idea sulla bambina e Joni si vide costretta ad affidarla in adozione. Il dolore scaturito da questi accadimenti sono stati immortalati in "Little Green", una canzone su sua figlia.

## Commenti critici
Il giornalista Timothy Crouse, nella sua recensione dell'album Blue, su Rolling Stone aveva scritto: La melodia folk di "Little Green" ricorda I Don't Know Where I Stand, brano inserito nel suo secondo album Clouds. Il bel testo "poetico" è vestito con riferimenti così criptici che supera ogni comprensione
Jack Hamilton, sulla rivista The Atlantic, affermava che, nella produzione artistica di Joni Mitchell,  l'album Blue è stato certamente una svolta. Infatti nell'album l'autrice parla di tutti i suoi momenti personali - e vale la pena notare che la canzone più "personale" dell'album Little Green, parla di sua figlia. Con i suoi brani musicali, con Blue, Mitchell ha trasceso la sua vita per diventare la tua e quella di tutti gli altri.